# Ozyptila shuangqiaoensis
Ozyptila shuangqiaoensis är en spindelart som beskrevs av Yin et al. 1999. Ozyptila shuangqiaoensis ingår i släktet Ozyptila och familjen krabbspindlar. Inga underarter finns listade i Catalogue of Life.